# Instituto Plaza de la Cruz
El Instituto de Enseñanza Superior Plaza De la Cruz, más conocido como IES Plaza de la Cruz o sencillamente el Plaza de la Cruz es un centro educativo ubicado en una céntrica plaza homónima de Pamplona (Navarra, España). Este centro fue inaugurado el 17 de noviembre de 1845. El instituto, dado su carácter de centro público, es dependiente del Departamento de Educación del Gobierno de Navarra.

## Historia del instituto
El Instituto Plaza De la Cruz se encuentra en el Segundo Ensanche de Pamplona, y toma su nombre de la plaza en la que se ubica. Fue inaugurado el 17 de noviembre de 1845 con el nombre de Instituto Oficial de Segunda Enseñanza. Actualmente, por su carácter público es dependiente del Ministerio de Educación de España y el Departamento de Educación del Gobierno de Navarra.
El Instituto tuvo una etapa en la que funcionó como una de las bibliotecas más relevantes de toda Navarra, albergando documentos provenientes de la desamortización de Mendizábal. Una tarea que más tarde quedó relevada únicamente a la Biblioteca General de Navarra y al Archivo Real y General de Navarra.
El instituto ha pasado por varias etapas, pero una de las más significativas fue lo que ocurrió en 1939, cuando el instituto fue dividido por sexos y el instituto tuvo que dividirse en dos centros diferenciados. Por un lado el Instituto Ximénez de Rada (en honor al arzobispo Rodrigo Jiménez de Rada) para los chicos, y el Instituto Príncipe de Viana (en honor al príncipe de Viana) para las chicas. Esto volvió a cambiar en 1995.
En 1971 se implantó el modelo nocturno, que permitía a los estudiantes acudir a clase por las tardes. Desde su fundación hasta la actualidad, por el Instituto han pasado más estudiantes que los habitantes con los que contaba Pamplona en el momento de su inauguración, unas 13.000 personas.

## Instituto en la actualidad
En la actualidad, la oferta del instituto es muy amplia, debido a que incluye ESO y Bachillerato. Cuentan con un total de 1.200 alumnos y un equipo de 120 profesores. Los 1200 alumnos se dividen en 38 grupos en la enseñanza diurna y 4 en la enseñanza nocturna.
Al estar en un a comunidad autónoma con lengua cooficial, en concreto el euskera, cuenta con modelo G (en el cual se imparte todo en castellano) y con modelo A (en el cual se imparte todo en castellano menos una asignatura que es euskera). Además, también hay optativas que permiten aprender otros idiomas como francés o alemán aparte de la asignatura de inglés que es obligatoria del currículo de enseñanza en España.
La actual directora es María Jesús Gastesi.

### Celebración de su 175 aniversario
En los cursos 2019-2020 y 2020-2021 se conmemoró el 175 aniversario del instituto, el cual no se pudo celebrar con normalidad debido a la pandemia de la Covid. Desde el inicio de curso se hicieron varios actos como el 17 de septiembre de 2020 cuando se realizó la apertura del curso junto a la entonces presidenta de Navarra, María Chivite, y el consejero de Educación, Carlos Gimeno, entre otras personalidades. Por otro lado, del 13 de noviembre de 2020 al 13 de diciembre de 2020 se exhibió  en el palacio del Condestable una exposición de una gran parte del patrimonio histórico del centro educativo. También los alumnos realizaron varias exposiciones por el instituto. Otro de los actos fue la retransmisión desde el instituto de un programa de radio de la Cadena Ser.
Al mismo tiempo se pidió que exalumnos, exprofesores, profesores y alumnos enviasen un video felicitando al instituto para subirlo a la plataforma YouTube e intentar llegar a las 175 felicitaciones, a las cuales se llegaron días después de finalizar la celebración del aniversario. Entre las felicitaciones que se subieron se encuentran las María Chivite, Carlos Gimeno y el equipo directivo del centro.

## Patrimonio histórico del instituto
Este instituto, cuenta con un amplio patrimonio histórico debido a sus 175 años de existencia. Entre este patrimonio se encuentran todos los expedientes de alumnos desde los inicios, que están siendo ordenados de manera voluntaria por un grupo de profesores jubilados desde 2011. El instituto también cuenta con un pequeño museo de ciencias naturales, el cual tiene todo tipo de animales disecados como mamíferos, aves e insectos, además de varios aparatos de proyección antiguos.

## Nominaciones del centro
El centro ha recibido varias nominaciones, las más destacables fueron la nominación en la categoría de los valores sociales de los premios Navarra TV, y a la Medalla de Oro de Navarra en la que competía contra el Club Atlético Osasuna (que cumplía su centenario) y el personal sanitario, el cual terminó ganando el premio debido a sus grandes esfuerzos en la pandemia.

## Alumnos reconocidos
- Clara Galle, actriz.